# Los Tornos
Los Tornos ist ein Weiler in der  Parroquia Villoria der Gemeinde Laviana in der autonomen Gemeinschaft Asturien in Spanien.

## Geographie
Los Tornos  ist ein Weiler mit einem Einwohner (2011). Er liegt auf 627 m über NN.
Los Tornos ist 9,9 km von Pola de Laviana, dem Hauptort der Gemeinde Laviana, entfernt.

## Wirtschaft
Seit alters her wird Kohle und Eisen  in der Region abgebaut, heute baut noch die Tourismusindustrie daran auf. Die Land- und Forstwirtschaft prägt seit jeher die Region.

## Klima
Angenehm milde Sommer mit ebenfalls milden, selten strengen Wintern. In den Hochlagen können die Winter durchaus streng werden.